# Espectro (DC Comics)
Espectro é um personagem de histórias em quadrinhos americanas da DC Comics. Criado em 1940 por Jerry Siegel e Bernard Baily, o Espectro era um espírito que possuía como hospedeiro humano o policial Jim Corrigan, que regressara da morte com a missão de punir almas corruptas. 
O portal IGN, elegeu Espectro como o 70º melhor herói de histórias em quadrinhos de todos os tempos.

## Biografia ficcional do personagem

### Era de Ouro
O Espectro iniciou a carreira em 1940 More Fun Comics #52, quando Jim Corrigan foi assassinado. Seu espírito teve a entrada recusada na vida após a morte, entretanto se tornou um humanoide cinza, de capuz verde, luvas e botas.
Corrigan não foi o Espectro até More Fun Comics #53, quando uma entidade chamada Voz o concedeu o traje verde, e o designou para erradicar o  mal da Terra.
O Espectro começou procurando vingança contra os assassinos de Corrigan. Nos próximos anos, o personagem ganharia reputação entre editores e escritores, o que levou o Espectro a ter um grande aumento de poder para um personagem em início de carreira.
Porém o criador Siegel parecia ter outra visão, porque em More Fun Comics #60, a oitava história do Espectro, ele concede ao Detective Morto um aspecto de deus ex-machina, o anel da vida, que aparecia no dedo dele quando enfrenta ameaças superiores aos seus poderes. O Espectro se mostrou popular, e foi escolhido para ser fundador da primeira equipe de super-heróis, a Sociedade da Justiça da América, em All- Star Comics. Nesta fase o corpo de Jim foi ressuscitado graças ao anel da vida, para qual o espírito do Espectro funciona independentemente.(em More Fun #75).
Durante os anos de 1940, a popularidade dos super-heróis começou a declinar, e o Espectro sofre com isso. Ele foi reduzido de "Guardião Angelical" a um personagem chamado "Percival Popp, the Super Cop.". Eventualmente , Jim Corrigan encontrava-se alistado e servindo na 2ª Segunda Guerra Mundial, o Espectro permanecia à parte, relegado a ser coadjuvante em sua própria série.
O final finalmente chegou em More Fun Comics #101, e o Espectro fez sua última aparição em SJA, em All-Star Comics #23.

### Era de Prata
Quando a Era de Prata chegou nas HQs em 1960, o editor Julius Schwartz reescreveu o Espectro e o trouxe de volta, começando em Showcase #60. Com textos de Gardner Fox e desenhos de Murphy Anderson. Depois de três histórias em Showcase, ele aparece em  Justice League of America #46 & #47 neste ano foi membro titular da LJA. Depois de vários meses , ele co-estrelou com o Flash da Era de Prata  em  The Brave and the Bold #72 . Com a data de publicação de Novembro-Dezembro de 1967, o Espectro ganha o seu próprio título, e quase simultaneamente fez uma segunda aparição em The Brave and the Bold #75, neste tempo contracenou com a versão atual do Batman.
Na série do Espectro, os créditos variavam nas 10 edições publicadas. O mais notável artista foi Neal Adams, que desenhou as edições 2-5 e escreveu a 4 e 5. Em suas duas edições finais a revista abandonou o lado cômico para virar antologia de horror, com o personagem principal do título não sendo mais que narrador, em diversas pequenas história. 
O fim desta era veio em Justice League of America #83, quando no clímax o Espectro parece ter sido destruído, o que na edição seguinte aparenta ser um erro do artista, já que o Espectro reaparece intacto.

### Era moderna
O poder do Espectro teve várias flutuações através das eras. Talvez a mais importante veio após Crise nas Infinitas Terras. Após tentar em vão subjugar a encarnação do Mal, que havia sido invocado pela seita de ocultistas conhecidos como Brujeria para destruir o Paraíso, Espectro foi punido pela Voz a teve seus poderes diminuídos por sua arrogância.
Os artistas John Ostrander e Tom Mandrake então começaram a trabalhar no personagem. Ostrander assumiu que Espectro era na verdade, há milhões de anos, o espírito de um anjo caído que perdeu a guerra no Céu, e foi utilizado como Espírito da Vingança como forma de redimir seus erros, um cargo que foi ocupado anteriormente por Eclipso. Segundo a DC Comics, Eclipso teria causado o Dilúvio e Espectro teria causado a praga dos primogênitos no Egito, episódio no qual até mesmo humilhou a forma original de Sr. Destino, Nabu, que estava do lado dos egípcios. 
Ao término da série produzida por John Ostrander e Tom Mandrake, contudo, Espectro encontrava-se dissociado de Corrigan, que havia conseguido a redenção e ir para o Céu, e o espírito existia livre de uma alma humana que o conduzisse corretamente.

### Era Hal Jordan
Eventualmente, a alma de Corrigan pode descansar em paz. Ele se libertou do Espectro e caminhou para o pós-vida. O papel de Espírito da Vingança começaria, então, a ser exercido por Hal Jordan, durante a história Day of Judgement; O Espectro escolheu Hal como seu novo hospedeiro pois ele buscava uma forma de se redimir por suas ações como Parallax. 
O autor J. M. DeMatteis deu início, então, a uma série mensal estrelada por esse novo Espectro, mostrando Hal transformar a missão do Espectro numa missão de redenção - e não de vingança. Durante esse período, Hal faria ainda algumas aparições notórias em outras histórias do Universo DC, como na saga Imperador Coringa.

## O dia da vingança
Depois de algum tempo, o Espectro ficou sem hospedeiro e completamente desequilibrado e, nesse meio tempo, Eclipso (possuindo o corpo de Jean Loring, ex-esposa do Eléktron) seduziu o Espectro e o convenceu a entrar numa guerra contra todos os seres e entidades mágicas do universo através da seguinte lógica: qualquer coisa que desobedece as leis da "Voz" (também conhecido como o espírito da fonte, mais comumente conhecido como Deus) são obras extremamente malignas. As leis da física são leis de Deus e a magia em si desobedece as leis da física, portanto, a magia era uma coisa do mal e deveria ser combatida. Para o Espectro, que é um anjo da Voz e que estava psicologicamente perturbado, esta lógica fez todo o sentido. Assim, ele causou uma série de eventos na parte mística do Universo DC:
- Ele transformou o Vingador Fantasma em um rato;
- Derrotou de forma humilhante todos os membros da Família Marvel;
- Arrancou misticamente os olhos da Madame Xanadu, de forma que não pudessem ser regenerados;
- Matou todos os Lordes da Magia.

Sua última batalha foi com Nabu, Lorde da Ordem, que terminou com a morte deste, e assim terminando com a nona era da magia prematuramente. A carnificina contra a magia só terminou porque a morte de Nabu chamou a atenção de Deus Todo-Poderoso (ou, como o Espectro chama, A Voz) e obrigou o Espectro a parar com isso, informando-lhe que aquilo que Eclipso lhe dissera, apesar de lógico, não era verdadeiro.

## Crispus Allen
Em Gotham Central #38, o oficial Crispus Allen foi assassinado por um policial corrupto chamado, ironicamente, de Jim Corrigan - um personagem diferente do antigo detentor do Espectro. Durante a Crise Infinita, seu corpo estava no necrotério, e então o Espectro adotou Allen como seu novo hospedeiro. Desde então, ele tem atuado como o novo Espírito da Vingança e teve participação importante em Crise Final, na minissérie associada Final Crisis: Revelations.

## Poderes
O Espectro é uma das entidades mais poderosas do multiverso DC.
Os poderes de Espectro têm muitas flutuações, mas parecem ilimitados. Ele pode crescer a tamanhos capazes de empurrar a Terra. Pode ficar em forma fantasma , mas o deixa vulnerável em caso de controlação psíquica ou atômica . Pode animar objetos e dar vida a imagens. Também por várias vezes pôde transmutar matéria (inclusive seres vivos). Ele criava ilusões como forma de torturar psicologicamente seus oponentes. Ele também irradiava uma aura de temor natural dos fantasmas, que assustava quem o visse (mantendo-a desligada para seus aliados). Ele também pode entrar na mente de seres vivos e confrontá-los em seus próprios egos: esta é uma estratégia arriscada, uma vez que dentro da mente dum oponente, o inimigo pode alterar a realidade em sua mente ao bel-prazer , mas só pode controlar a forma de vida de quem possui átomos o mesmo vale pra entrar na mente das pessoas. Tem teletransporte infinito podendo se teletransportar a qualquer lugar (planetas) e ao tocar em um inimigo passa-se uma energia que pode mata-lo ou se não o deixa inconsciente sem saber de nada da sua vida. Imune a ataques mágicos e ao sofrer atentados mágicos acontece um aumento da sua força (se o inimigo possuir átomos).

## Modus operandi
Corrigan investiga crimes tremendamente bárbaros da paróquia, mas ao enfrentar os bandidos se transforma no Espectro, e os mata de maneiras bárbaras e vingativas, desmembrando-os. 

## Espectro versus Superman (DC Comics Presents 29)
Antes da Crise, antes da Supermoça deixar de ser prima do Superman, Kal-El se viu no dilema. Mongul havia raptado Lois Lane e Jimmy Olsen, e chantageou o homem de aço a conseguir a Chave Cósmica para ele. Essa chave estava em Novo Marte, um planeta que era uma colônia dos marcianos. Para tanto, Superman teve que lutar com Ajax, o Caçador de Marte (J'onn J'onnz).
Mas agora o kryptoniano estava a par que Mongul não havia contado toda verdade. Essa chave dava acesso ao Mundo Bélico, planeta metálico com uma vastidão de armas que poderia ser usado para dominar o universo.
Com a ajuda da Supermoça, Superman conseguiu destruir o Mundo Bélico, mas a heroína foi lançada inconsciente no espaço sideral. Usando a supermemória, Superman calculou a trajetória da prima e foi atrás dela. Ela havia sido arremessada com tanta força que estava quase na beirada do universo.
O Espectro aparece com o intuito de deter o Superman, este exigiu que ele saísse de sua frente. O Espectro replicou: "Porque, os seus socos mais potentes para mim não são nada mais que uma leve brisa."
Superman perdeu a paciência. Esmurrou o Espectro com tanta força que criou uma cortina de poeira do chão. Quando a poeira baixou, toda terra do chão ao redor do Espectro tinha sumido, porém o Espectro estava ileso. Espectro mostrou uma lição de moral ao kryptoniano por usar seus poderes de ilusão. Ele ensinou-lhe que nem mesmo ele estava a salvo da morte, e que ele não tinha o direito de ultrapassar os confins do universo.(Ele deixou a entender que talvez, depois daquele ponto, estavam os mundos do Além). Também foi possível ouvir a Voz falar.
"Então... como eu vou salvar a Supermoça? " disse Clark.
"Simples. Você só precisava pedir. " respondeu o Espectro, fazendo aparecer uma kriptonita perante os olhos dele.

## Em outras mídias
- O personagem apareceu no episódio "Chill of the Night!", de Batman: The Brave and the Bold,[3] onde foi dublado por Mark Hamill.
- Um curta intitulado DC Showcase: The Spectre foi incluído no lançamento em DVD do filme Liga da Justiça: Crise em Duas Terras. Nessa animação, Espectro foi dublado por Gary Cole.[4]
- Ele também aparece no jogo DC Universe Online.
- Ele aparece no Arrowverse em crise nas infinitas terras Oliver Queen morre como Arqueiro Verde e vira o Espectro